# Wiktorzany
Wiktorzany (ukr. Вікторяни) – wieś położona na Ukrainie, w rejonie łuckim, w obwodzie wołyńskim, w 2001 r. liczyła 54 mieszkańców.